# هنرييت كامبان
جين لويز هنرييت كامبان ( 2 أكتوبر  1752، باريس –  16 مارس 1822 مانت) هي معلمة وكاتبة وخادمة فرنسية. خدمة مع ماري أنطوانيت قبل وأثناء الثورة الفرنسية ، كانت بعد ذلك مديرة أول دار لتعليم جوقة الشرف ، التي عينها نابليون عام 1807 لتعزيز تعليم الفتيات.

## سيرة شخصية

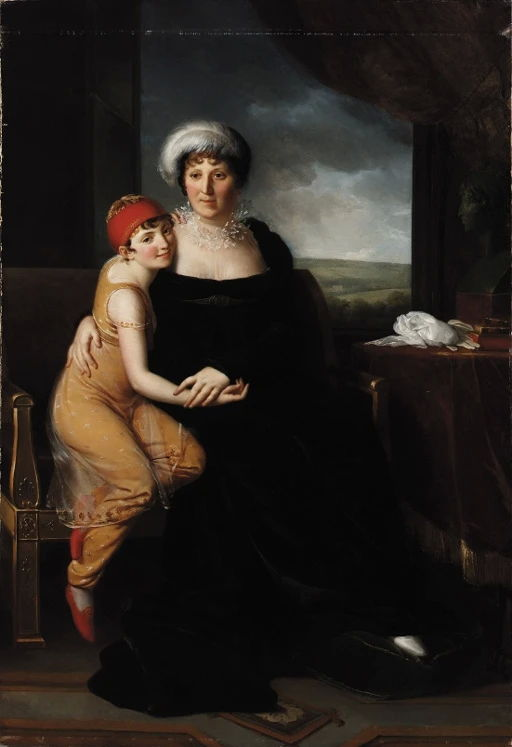
صورة لكامبان والطالب بواسطة ماري إليونور جودفرويد

هي ابنة إدم جاك جينيه و أمها ماري آن لويز كاردون. كان والدها الموظف الأعلى رتبة في وزارة الخارجية ، وعلى الرغم من افتقارها للثروة، فقد وضعها في المجتمع الأكثر ثقافة. في سن الخامسة عشرة، كانت تستطيع التحدث باللغتين الإنجليزية والإيطالية، واكتسبت شهرة كبيرة جدًا بسبب إنجازاتها الأكاديمية، حيث تم تعيينها قارئة لبنات لويس الخامس عشر ( سيدات فيكتوار ، صوفي ولويز ) في عام 1768، وامرأة الغرفة لـ ماري أنطوانيت عام 1770.